# Bellevue (Illinois)
Pour les articles homonymes, voir Bellevue.
Bellevue est un village du comté de Peoria dans l’Illinois, aux États-Unis.